# Мстислав (пьеса)
«Мстисла́в» — последняя трагедия Александр Сумарокова. Написана на сюжет из древнерусской истории. Премьера состоялась на сцене Императорского театра в Санкт-Петербурге в 1774 году.
Постановка пользовалась популярностью и часто давалась на сцене. В особенности зрители отмечали монологи Мстислава — многие знали их наизусть. Тем не менее, критики отмечали отсутствие связанности и логичности сюжета:

Сумароков потoму не мог себя усовершенствовать в искусстве Трагедии, что не имел критики, не имел ещё в свое время судей, которые не могли бы заметить таковые несообразности и нелепости.

Действие пьесы происходит в Тмутаракани. Так как автор ничего не сообщает о том, как все три персонажа оказались в одном и том же месте, позднее критики задавались вопросом, действительно ли всё происходило именно там.

## Содержание
Князь Киевский Ярослав и князь Мстислав — два брата, пребывающие в ссоре по неизвестной причине. Княжна Псковская Ольга — невеста Ярослава. Она находится в Тмутаракани, в плену у влюблённого в неё Мстислава. Бурновей, один из вельмож Мстислава, также хочет жениться на Ольге, чтобы завладеть киевским престолом. Известно, что Ярослав где-то сражался, был побеждён и считается погибшим в сражении. Бурновей знает, что Ярослав жив, но скрывает это, плетя интриги. В третьем акте в Тмутаракани появляется Ярослав. Он пробирается к чертогам Ольги и хочет увести её с собой. Мстислав и Ярослав сталкиваются вместе: каждый из них готов заколоть себя ради любви к Ольге. Внезапно объявляют о бунте, поднятом Ярославом. Его запирают в темнице. Ольга умоляет пощадить жениха, и тогда Мстислав, мучимый совестью, замахивается на себя кинжалом. Неожиданно раскрывается, что бунт был результатом козней Бурновея. Ярославу возвращают скипетр и корону, и он может жениться на Ольге.